# Побединщина (Воронежская область)
Победи́нщина (ранее Авраменков, Победенской, Побединская, Побединский) — хутор в Подгоренском районе Воронежской области России.
Входит в состав Сергеевского сельского поселения.

## История
Хутор Авраменков основан во второй половине XVIII века. В 1852 году здесь была построена деревянная Успенская церковь. В 1859 году казённая слобода Побединщина (Побединская) находилось по тракту в город Богучар. В ней насчитывалось 66 дворов и 511 жителей, имелась православная церковь. 
В 1900 году в слободе, которая выделялась в отдельное сельское общество, насчитывалось 129 дворов и 912 жителей (преимущественно малороссы), имелись церковь, 2 общественных здания, земская школа и школа грамотности, мелочная лавка и ярмарка. Надельной земли на 1900 год насчитывалось 1576 десятин. В 1906 году здесь действовали земская (75 учеников) и приходская (199 учеников) школы. 
В 1925 году слобода Побединская относилось к Побединскому сельсовету Подгоренской волости Россошанского уезда и являлась его центром. В ней насчитывалось 153 двора и 907 жителей. В 1928 году слобода Побединская относилось к Побединскому сельсовету Россошанского уезда. В ней насчитывалось 164 хозяйства и 882 жителя, имелась школа первой ступени. В 1932 году слобода относилась к Побединскому сельсовету Подгоренского района Центрально-Чернозёмной области, в ней насчитывалось 1037 жителей. 
В 1980 году хутор входил в состав колхоза имени Ленина (центральная усадьба в Сергеевке).

## География
Хутор Побединщина расположен в юго-западной части сельского поселения, в 2,5 км от центра района — посёлка городского типа Подгоренский. Хутор находится на высоте 100 м над уровнем моря, на левом берегу Попова Ручья (притока Сухой Россоши), вдоль которого вытянут в широтном направлении.
Площадь хутора — 101,88 га.

## Население
| 1859 | 1897 | 1900 | 1906  | 1925 | 1980 | 2002 |
| ---- | ---- | ---- | ----- | ---- | ---- | ---- |
| 511  | ↗917 | ↘912 | ↗1054 | ↘907 | ↘360 | ↘244 |
| 2007 | 2009 | 2010 |       |      |      |      |
| ↘203 | ↘187 | ↗189 |       |      |      |      |

В 1900 году в слободе проживало 912 жителей; в 1906 году — 1054 жителя; в 1925 году — 907 жителей; в 1980 году — 360 жителей; в 2002 году — 244 жителя; в 2007 году — 203 жителя; в 2009 году — 187 жителей; в 2010 году — 189 жителей.
Национальный состав (всего 244 жителя) по переписи 2002 года: украинцы 60 %, русские 31 %.

### Известные жители
В слободе родился Пантелей Андреевич Бураков — пулемётчик, полный кавалер ордена Славы. В Побединщине проживает почётный житель Подгоренского района Григорий Васильевич Савенко.

## Инфраструктура
На хуторе имеется библиотека, фельдшерско-акушерский пункт, почтовое отделение, дом культуры (на 250 мест, построен в 1968 году), магазин. На хуторе имеется одна улица — Мира, длиной 3 км, с асфальтированным покрытием.
Кварталы жилой застройки преимущественно прямоугольной формы и представлены в основном индивидуальными жилыми домами с приусадебными участками.
Хутор связан с центром района (через село Кулешовка) дорогой общего пользования регионального значения Н25-24 «Белгород — Павловск» — х. Побединщина. Дорогами местного зачения связан с близлежащим хутором Коренщина.